# 三岔口遗址
三岔口遗址，位于中国青海省格尔木市南约，为第七批青海省文物保护单位，公布日期为2004年5月10日，类型为古遗址。
三岔口遗址的历史年代为新石器时代。